# Elvstrøm 717
Elvstrøm 717 är en fyramans sportbåt, som konstruerades av Paul Elvstrøm och Jan Kjærulff.